# Aeropuerto Internacional de Puerto Escondido

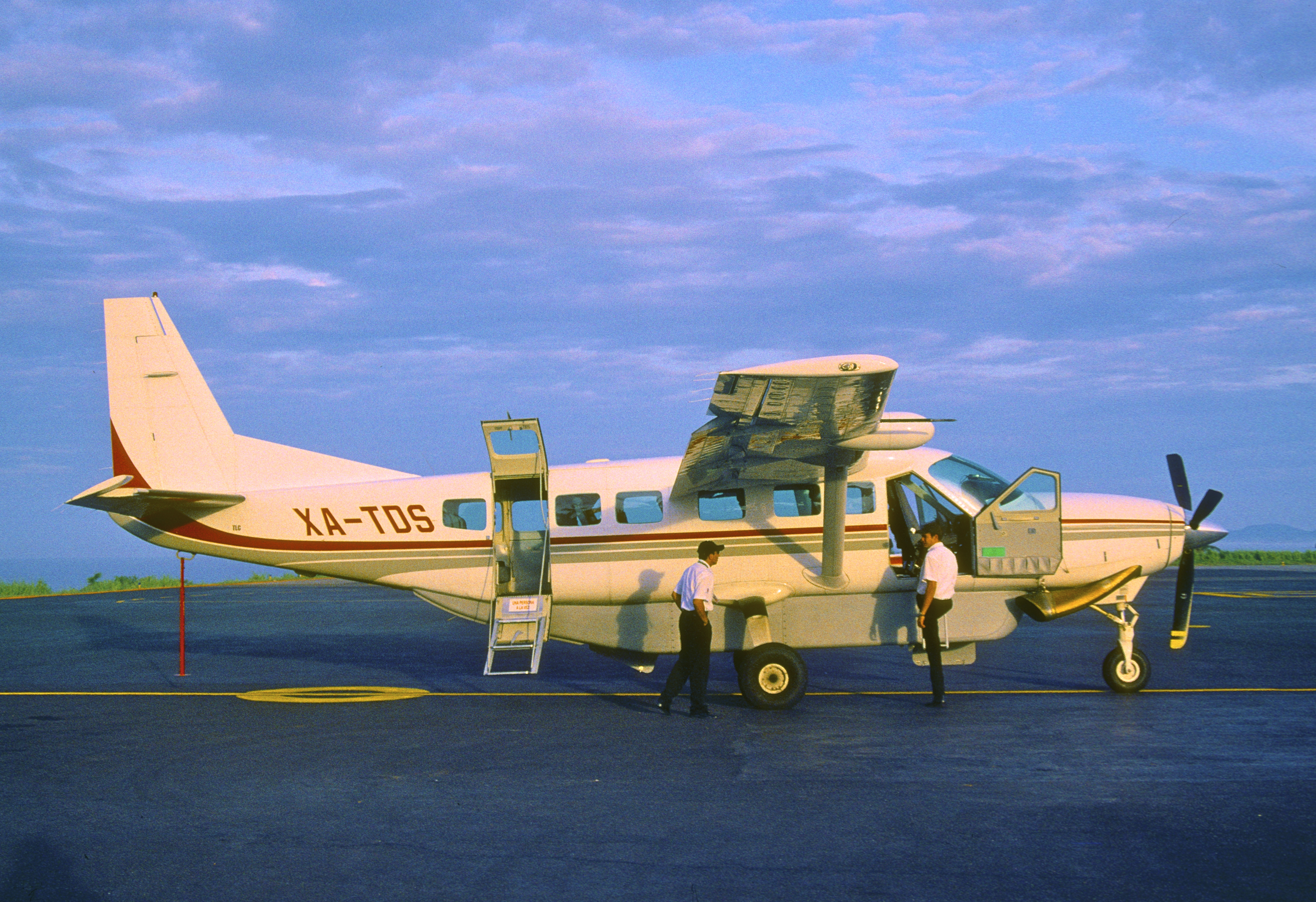
Cessna 208B Grand Caravan de Aerotucán (XA-TDS) en el Aeropuerto de Puerto Escondido.

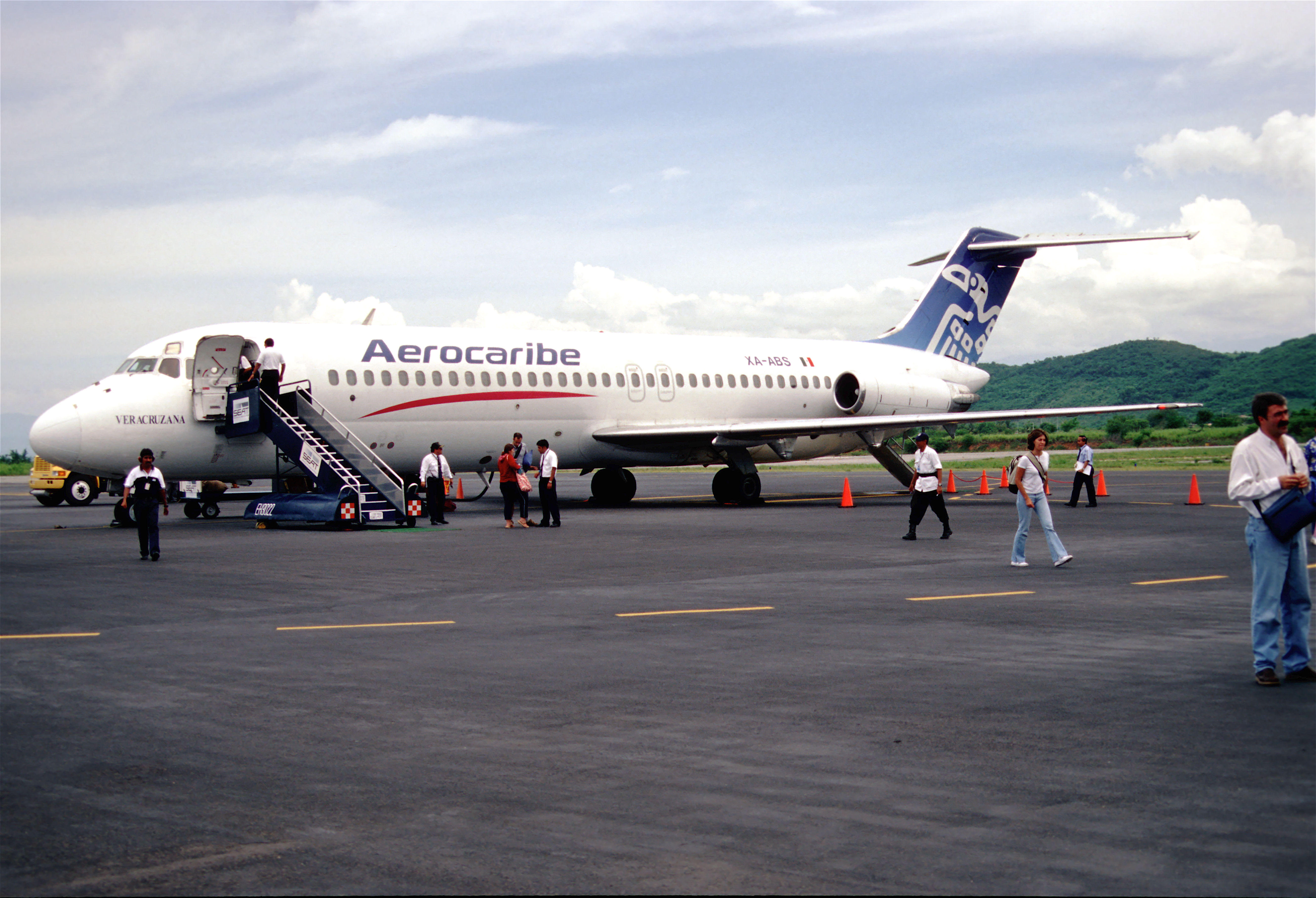
McDonnell Douglas DC-9-31 de Aerocaribe (XA-ABS) en el Aeropuerto de Puerto Escondido.

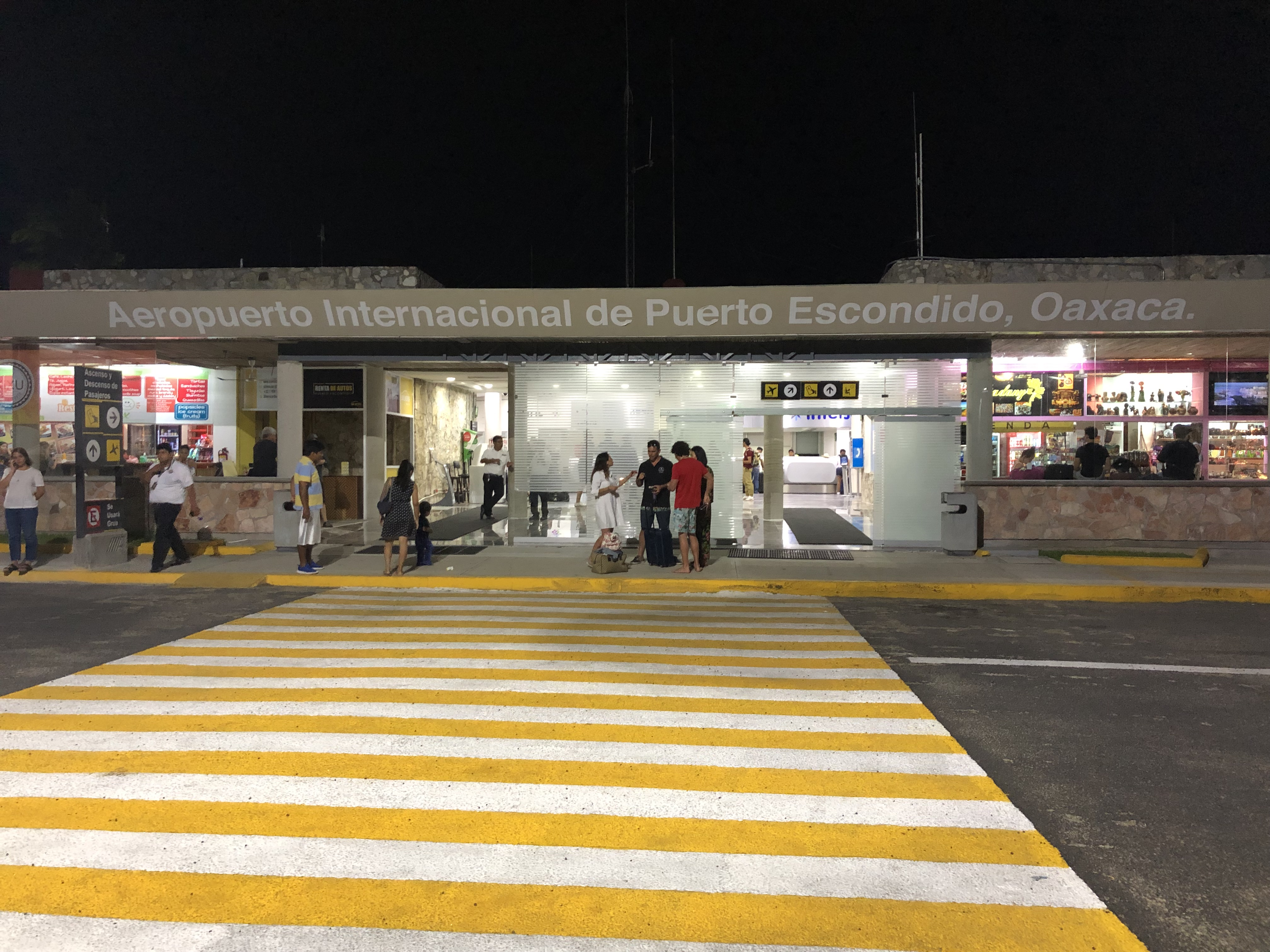
Fachada principal del aeropuerto.

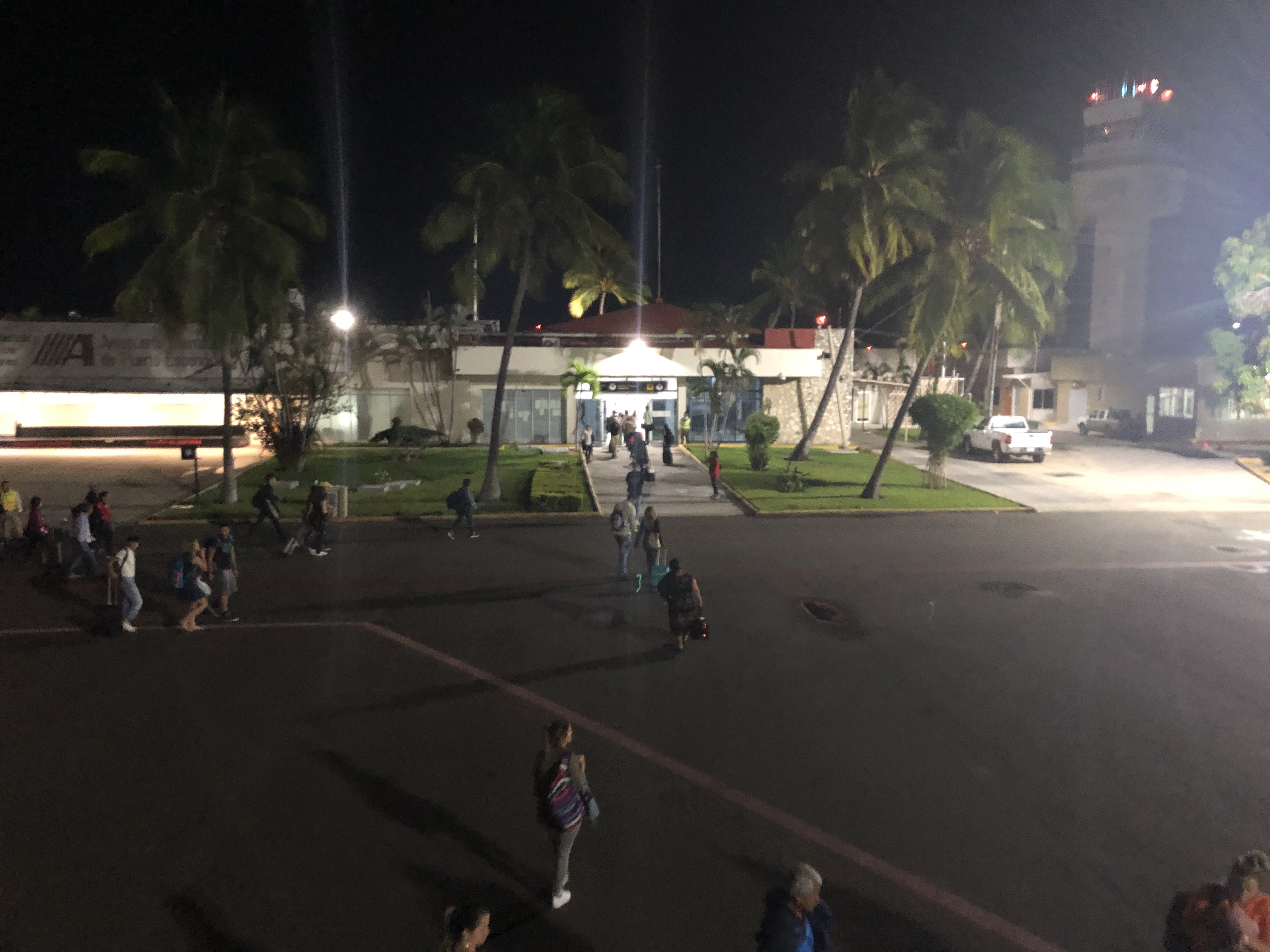
Lado aire del aeropuerto.

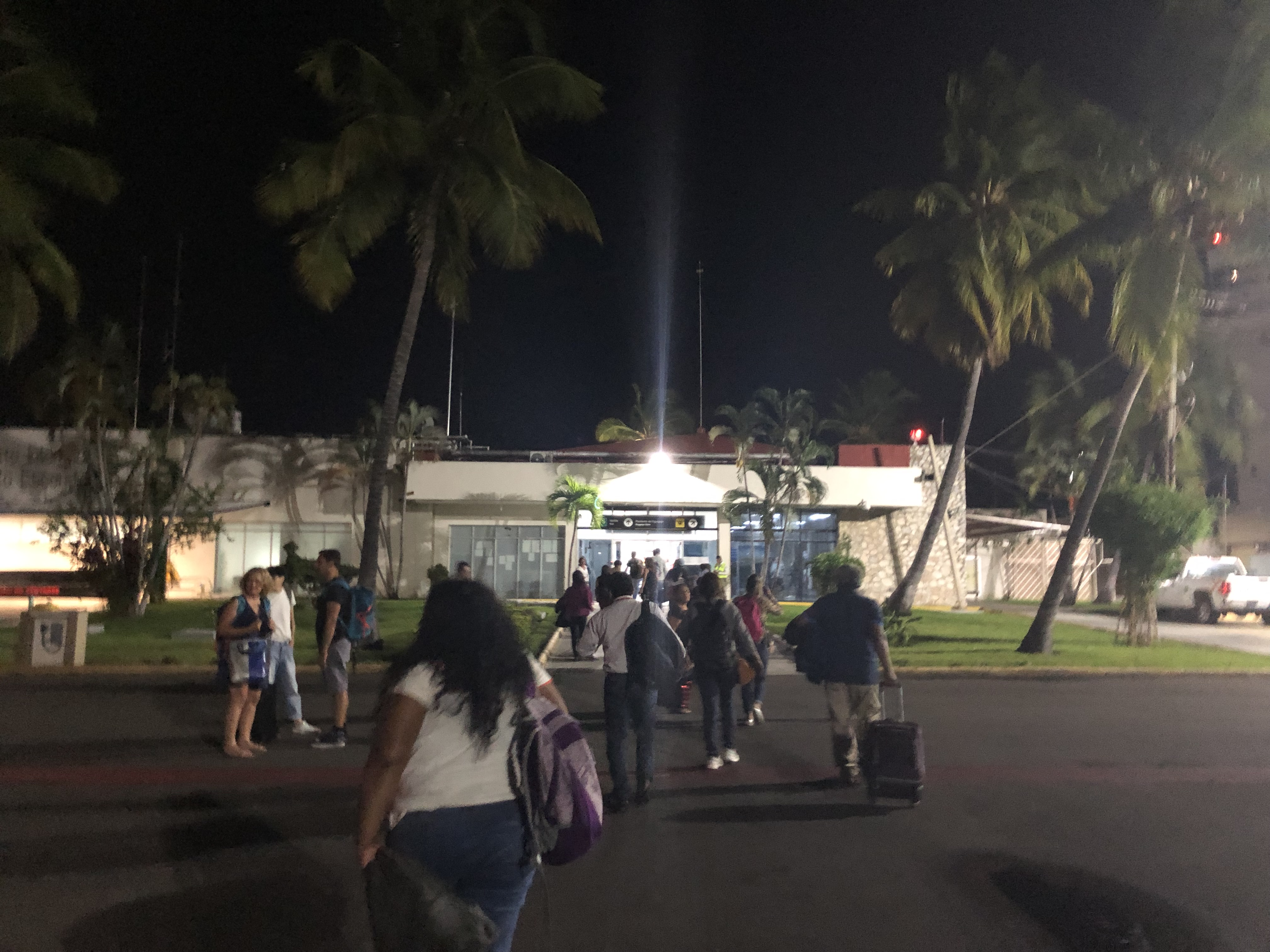
Lado aire del aeropuerto.

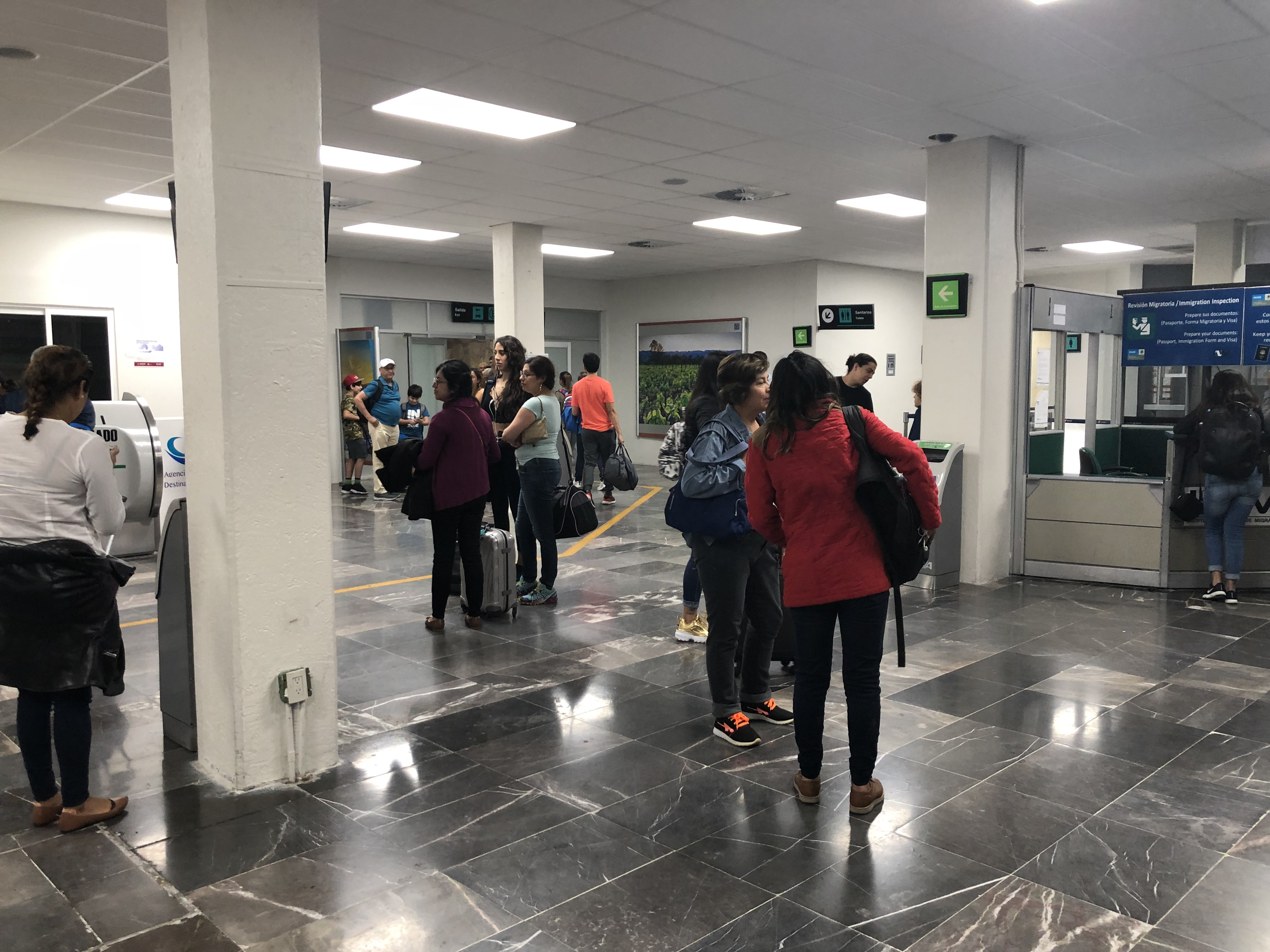
Sala de llegadas del aeropuerto.

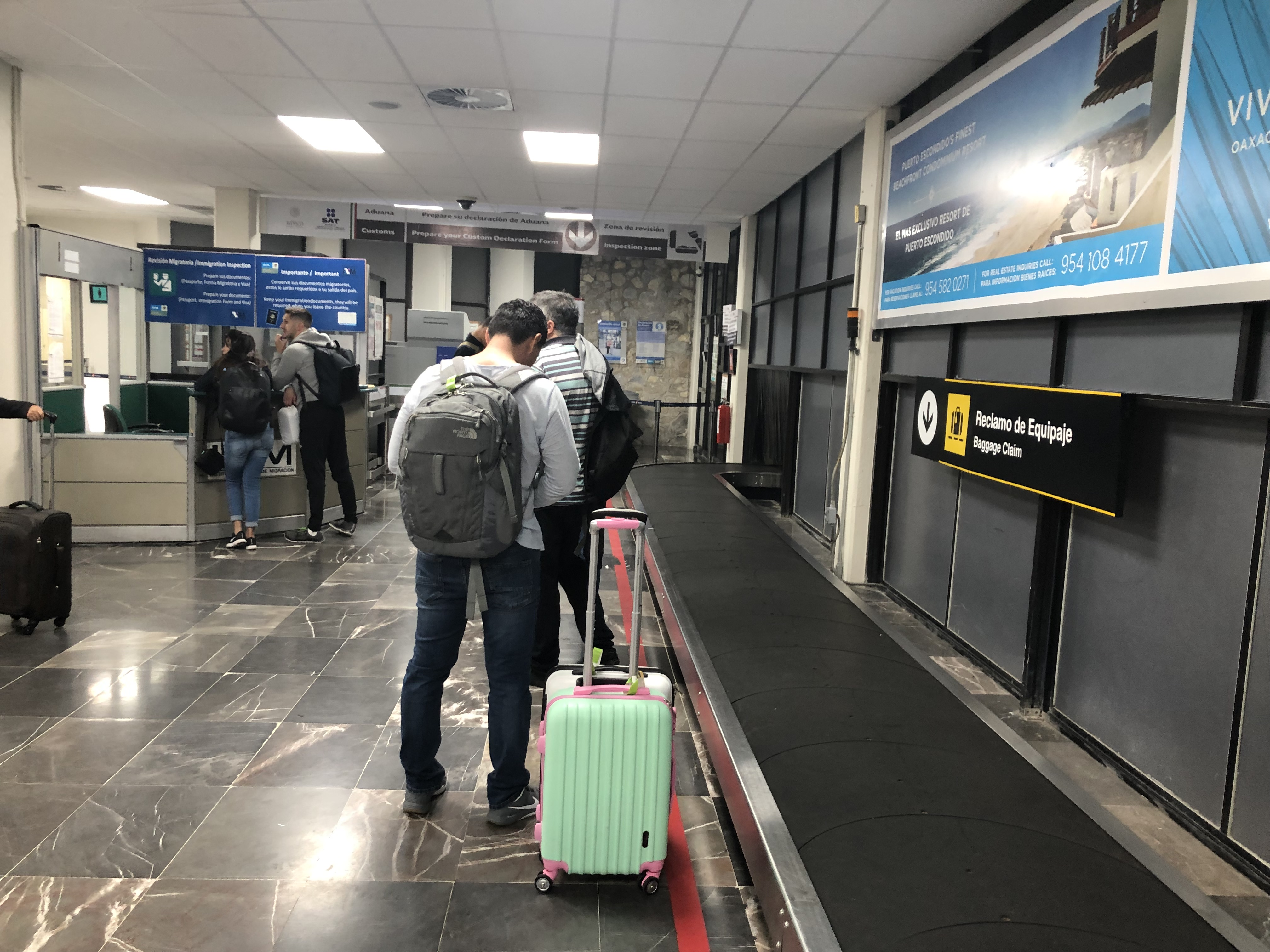
Banda de reclamo de equipaje del aeropuerto.

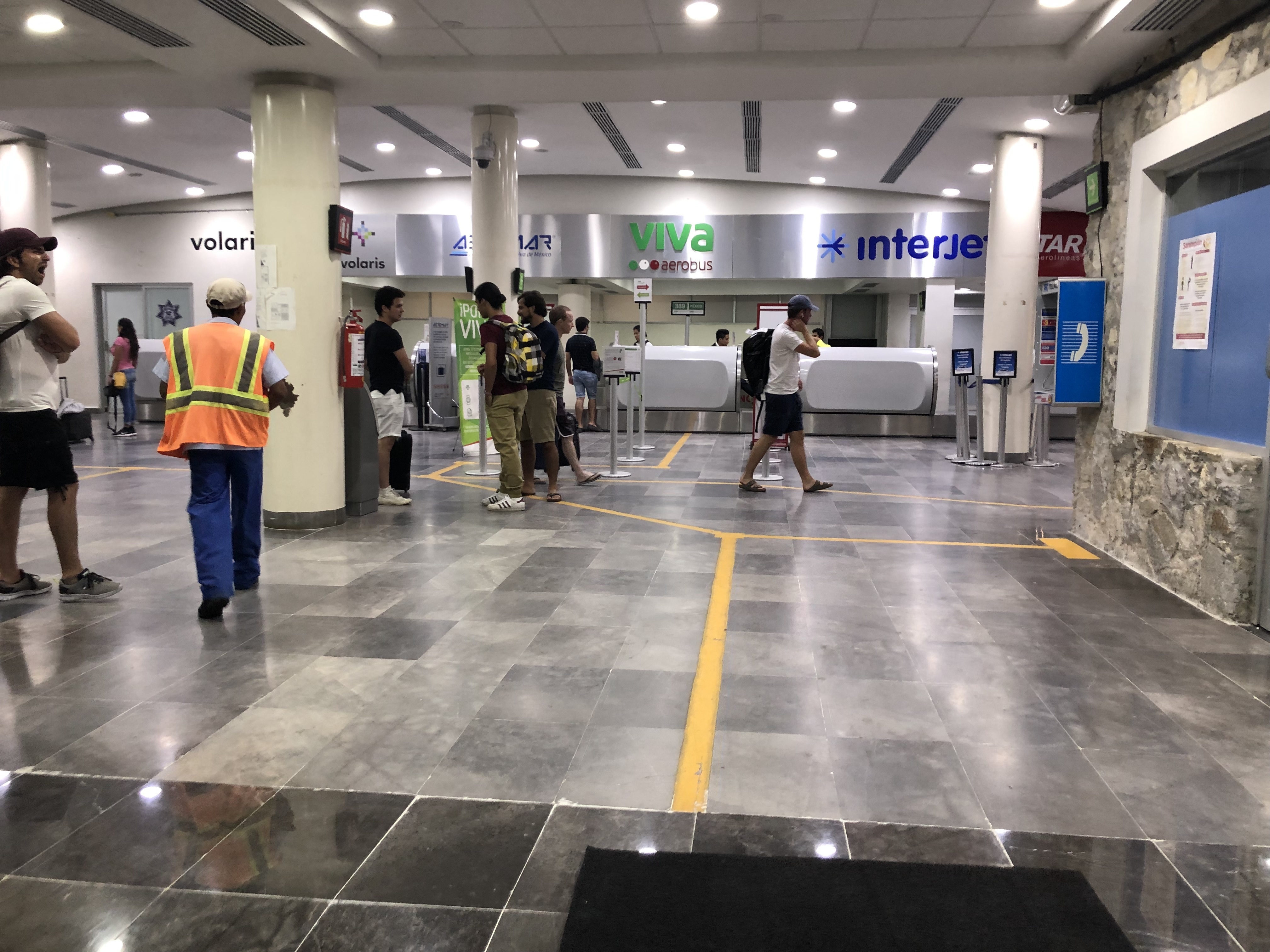
Mostradores del aeropuerto.

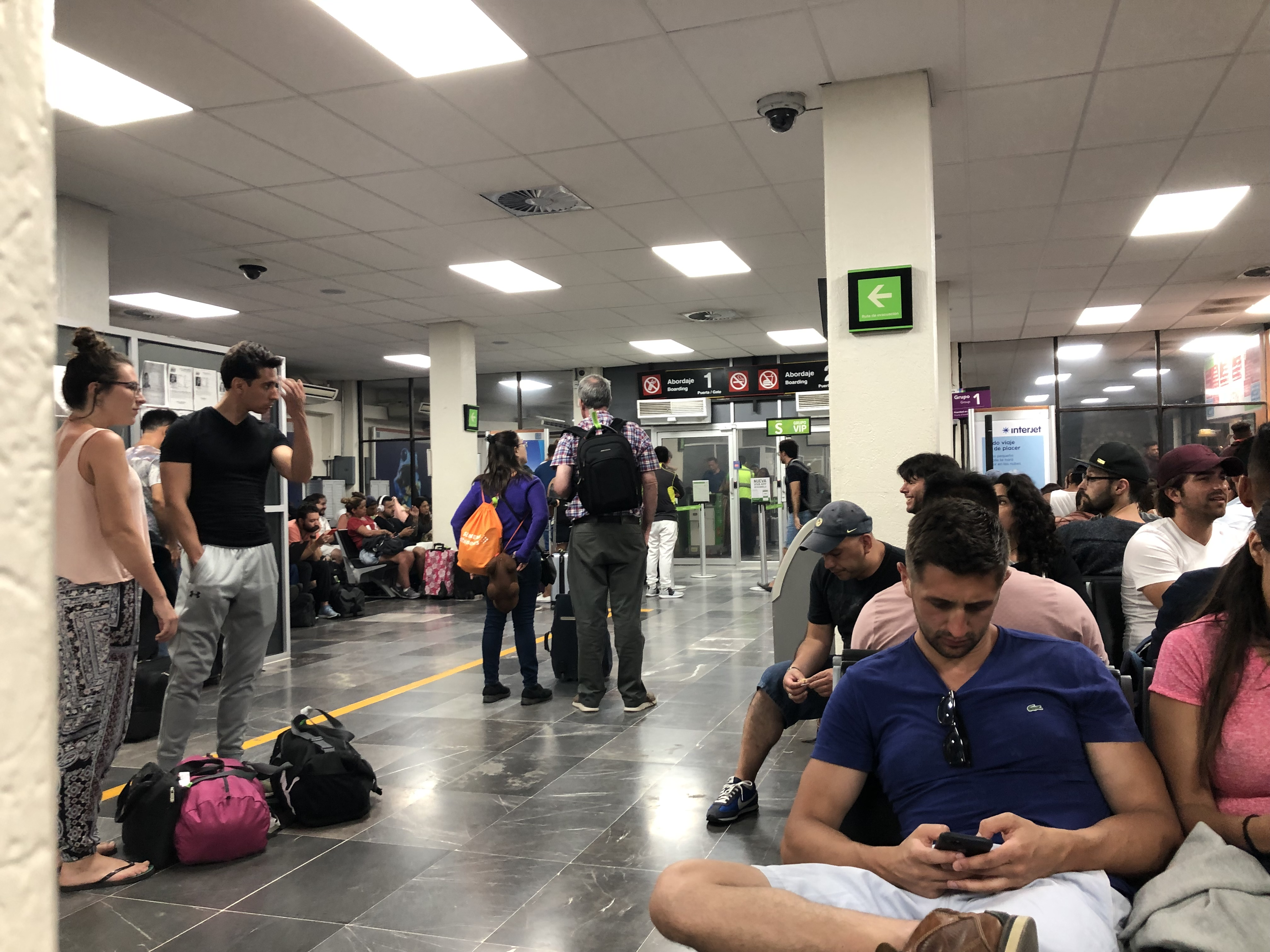
Sala de salidas del aeropuerto.

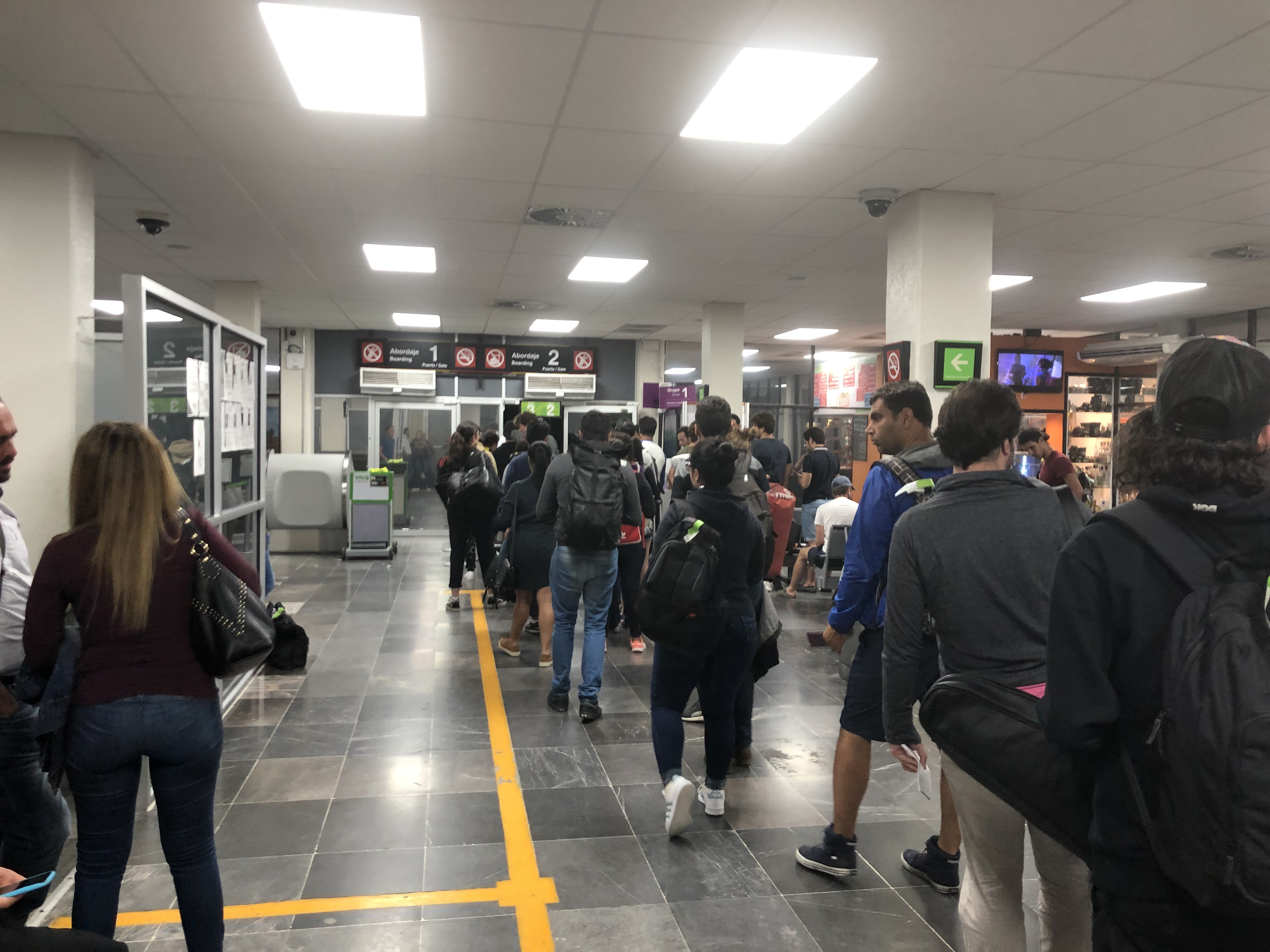
Sala de salidas aeropuerto.

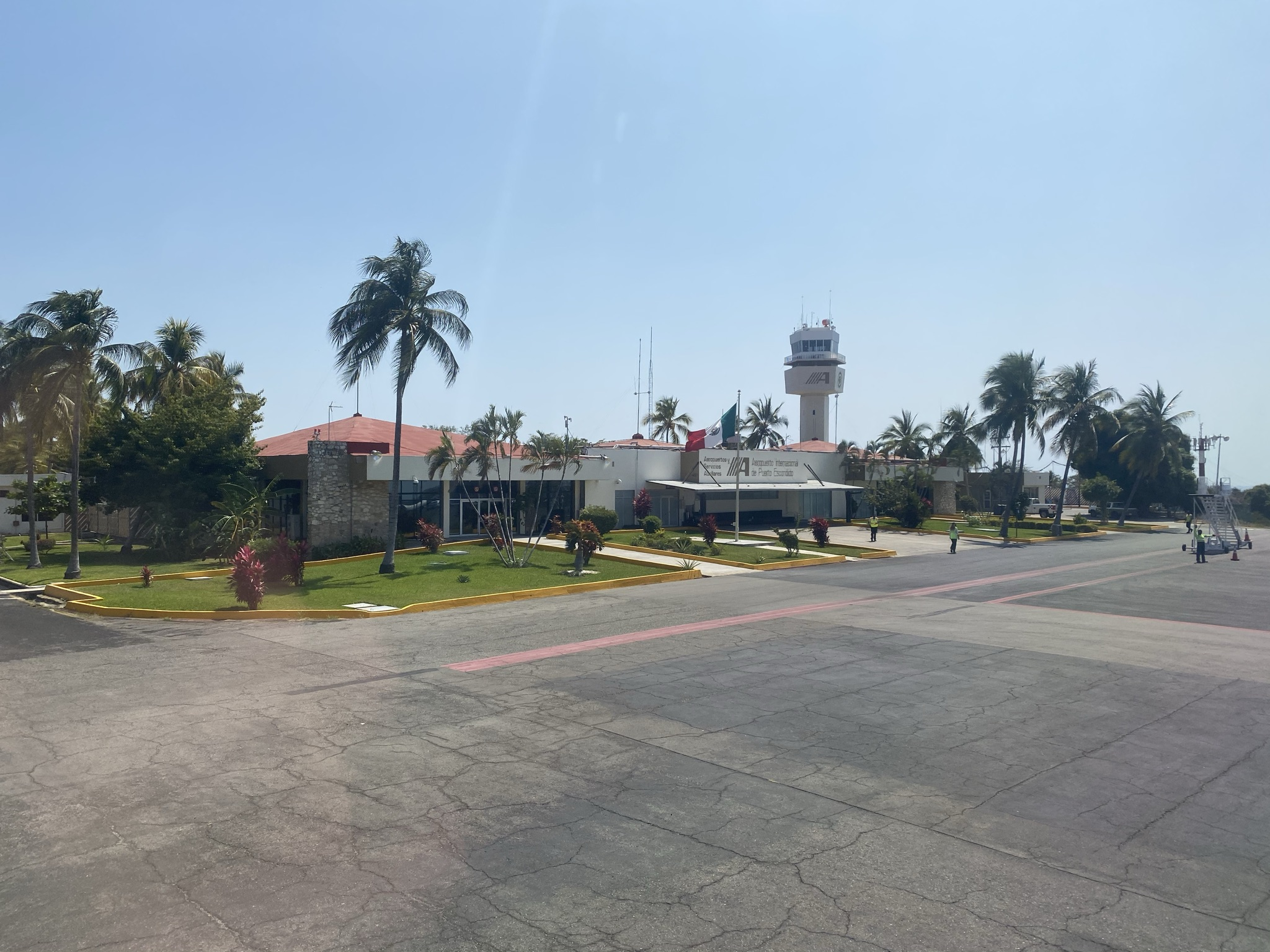
Lado aire del aeropuerto.

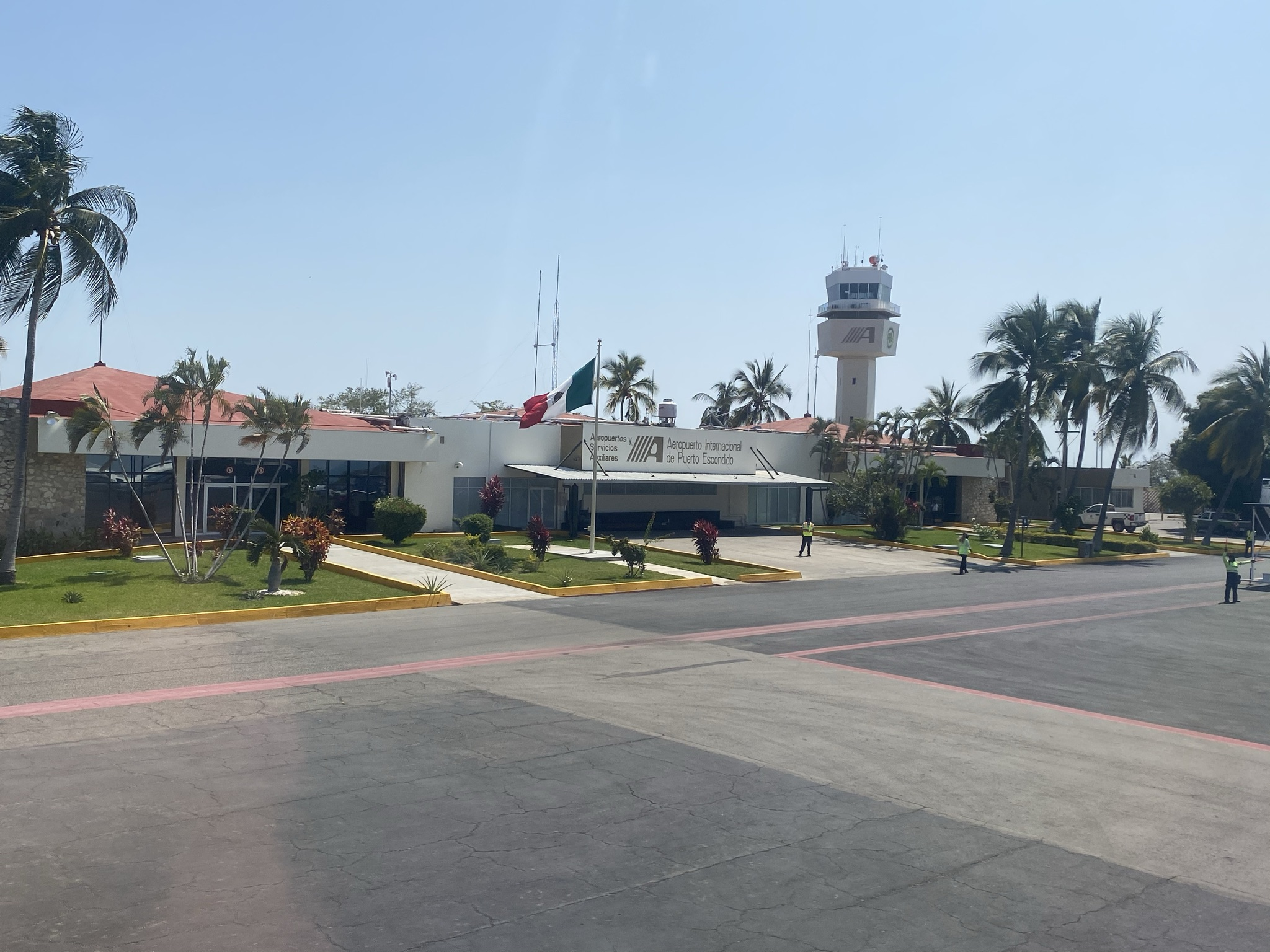
Lado aire del aeropuerto.

El Aeropuerto Internacional de Puerto Escondido (Código IATA: PXM - Código OACI: MMPS - Código DGAC: P1M), es un aeropuerto internacional ubicado a 2 kilómetros de la ciudad de Puerto Escondido, Oaxaca, en el Pacífico mexicano. Es operado por el Grupo Aeroportuario Turístico Mexicano, una empresa de participación público-privada.

## Información
Fue incorporado a la Red ASA en 1985. El aeropuerto tiene 125 hectáreas aproximadamente y su plataforma para la aviación comercial es de 6,800 metros cuadrados; además tiene tres posiciones y una pista de 2.3 kilómetros de longitud, apta para recibir aviones tipo Boeing 737 y Airbus A320.
Posee estacionamiento propio, con capacidad de 26 lugares y ofrece el servicio de alquiler de automóviles y transporte público.
En 2021, Puerto Escondido recibió a 526,423 pasajeros, mientras que en 2022 recibió a 729,004 pasajeros, según datos publicados por Aeropuertos y Servicios Auxiliares.
Su horario oficial de operación es de las 7:00 a las 19:00 horas.

## Aerolíneas y destinos

### Pasajeros
| Destinos por aerolínea                                                                              | Destinos por aerolínea                                                     | Destinos por aerolínea | Destinos por aerolínea |
| Aerolínea                                                                                           | Destinos                                                                   |                        |                        |
| --------------------------------------------------------------------------------------------------- | -------------------------------------------------------------------------- | ---------------------- | ---------------------- |
| Aeroméxico                                                                                          | Ciudad de México                                                           |                        |                        |
| Aeroméxico Connect                                                                                  | Ciudad de México                                                           |                        |                        |
| Aerotucán                                                                                           | Oaxaca                                                                     |                        |                        |
| Aerovega                                                                                            | Oaxaca                                                                     |                        |                        |
| Air Canada                                                                                          | Estacional: Toronto–Pearson (inicia el 17 de diciembre de 2025)            |                        |                        |
| American Eagle                                                                                      | Dallas/Fort Worth (inicia el 3 de diciembre de 2025)                       |                        |                        |
| United Express                                                                                      | Houston–Intercontinental                                                   |                        |                        |
| Viva                                                                                                | Guadalajara, Ciudad de México, Ciudad de México-AIFA Estacional: Monterrey |                        |                        |
| Volaris                                                                                             | Ciudad de México, Guadalajara                                              |                        |                        |
| Total: 8 destinos (5 nacionales, 3 internacionales), 9 aerolíneas (6 nacionales, 3 internacionales) |                                                                            |                        |                        |

### Destinos nacionales
Se brinda servicio a 5 ciudades dentro del país a cargo de 6 aerolíneas. El destino de Aeroméxico también es operado por Aeroméxico Connect.
| Ciudad de México (MEX) | • | • | • |   |   |   | 3 |
| Ciudad de México (NLU) | • |   |   |   |   |   | 1 |
| Guadalajara (GDL)      | • | • |   |   |   |   | 2 |
| Monterrey (MTY)        | • |   |   |   |   |   | 1 |
| Oaxaca (OAX)           |   |   |   | • | • |   | 2 |
| Total                  | 4 | 2 | 1 | 1 | 1 | 0 | 5 |

### Destinos internacionales
Se brinda servicio a 3 ciudades extranjeras, 2 en Estados Unidos y 1 en Canadá a cargo de 3 aerolíneas.
| Ciudades                                                  | Nombre del aeropuerto                         | Aerolíneas                                                  |              |              |
| Norteamérica                                              | Norteamérica                                  | Norteamérica                                                | Norteamérica | Norteamérica |
| --------------------------------------------------------- | --------------------------------------------- | ----------------------------------------------------------- | ------------ | ------------ |
| Canadá (1 destino [estacional], 1 aerolínea)              |                                               |                                                             |              |              |
| Toronto                                                   | Aeropuerto Internacional Toronto Pearson      | Air Canada (Estacional) (inicia el 17 de diciembre de 2025) |              |              |
| Estados Unidos (2 destinos, 2 aerolíneas)                 |                                               |                                                             |              |              |
| Dallas                                                    | Aeropuerto Internacional de Dallas-Fort Worth | American Eagle (inicia el 3 de diciembre de 2025)           |              |              |
| Houston                                                   | Aeropuerto Intercontinental George Bush       | United Airlines                                             |              |              |
| Total: 3 destinos (1 estacional), 2 países, 3 aerolíneas. |                                               |                                                             |              |              |

## Estadísticas

### Tráfico anual
Según datos publicados por la Agencia Federal de Aviación Civil, en 2022 el aeropuerto recibió 729,004 pasajeros, un aumento del 38.48% con el año anterior. 
| Año  | Pasajeros Totales | cambio en % | Movimiento de carga (t) | Operaciones aéreas |
| 2006 | 66,278            | Sin cambios | 188                     | 5,380              |
| 2007 | 67,550            | 1.92%       | 174                     | 5,521              |
| 2008 | 69,410            | 2.75%       | 193                     | 5,802              |
| 2009 | 72,117            | 3.90%       | 146                     | 6,193              |
| 2010 | 66,205            | 8.20%       | 138                     | 5,802              |
| 2011 | 47,249            | 28.63%      | 6                       | 4,862              |
| 2012 | 78,092            | 65.28%      | 10                      | 5,640              |
| 2013 | 121,703           | 55.85%      | 35                      | 5,973              |
| 2014 | 161,299           | 32.53%      | 32                      | 6,712              |
| 2015 | 185,330           | 14.90%      | 14                      | 6,742              |
| 2016 | 225,917           | 21.90%      | 26                      | 7,112              |
| 2017 | 255,831           | 13.24%      | 50                      | 7,359              |
| 2018 | 302,478           | 18.23%      | 73                      | 7,447              |
| 2019 | 407,651           | 34.77%      | 99                      | 8,704              |
| 2020 | 267,826           | 33.30%      | 53                      | 6,568              |
| 2021 | 526,423           | 96.55%      | 56                      | 9,961              |
| 2022 | 729,004           | 38.48%      | 52                      | 11,815             |
| 2023 | 917,400           |             | 3                       | 11,196             |
| 2024 | 850,142           |             | 145                     | 8,500              |
| ---- | ----------------- | ----------- | ----------------------- | ------------------ |

### Rutas más transitadas
| Número | Ciudad                | Pasajeros | Ranking     | Aerolínea                         |
| ------ | --------------------- | --------- | ----------- | --------------------------------- |
| 1      | Ciudad de México      | 267,563   | Sin cambios | Aeroméxico Connect, Volaris, Viva |
| 2      | Valle de México       | 97,960    | Sin cambios | Viva                              |
| 3      | Guadalajara, Jalisco  | 38,702    | Sin cambios | Volaris                           |
| 4      | Monterrey, Nuevo León | 20,694    | Sin cambios | Viva                              |

## Accidentes e incidentes
- El 20 de mayo de 1981 una aeronave Convair CV-440-11 de Aero León con matrícula XA-HEK que operaba un vuelo entre el Aeropuerto de Puerto Escondido y el Aeropuerto d Oaxaca se estrelló en una montaña cuanso ascendía a 8,867 pies de altura, matando a los 21 pasajeros y a los 3 miembros de la tripulación.[7]

- El 17 de diciembre de 2016 una aeronave Cirrus SR22 con matrícula XB-KSA que realizaba un vuelo privado entre el Aeropuerto de Oaxaca y el Aeropuerto de Puerto Escondido tuvo que realizar un aterrizaje de emergencia sobre la Carretera Federal 175 cerca de la comunidad Monte del Toro. Los 3 ocupantes lograron sobrevivir.[8][9]

- El 16 de junio de 2020 una aeronave Piper PA-44-180 Seminole con matrícula XB-NWJ propiedad de Escuela de Aviación México que operaba un vuelo entre el Aeropuerto de Cuernavaca y el Aeropuerto de Puerto Escondido, tuvo que aterrizar de emergencia en una playa del municipio de San Pedro Mixtepec tras sufrir una falla mecánica. 2 de los 4 ocupantes resultaron heridos.[10][11][12]

- El 31 de octubre de 2020 una aeronave Cessna 206H Stationair II con matrícula XB-OUW que operaba un vuelo privado entre el Aeropuerto de Puerto Escondido y el Aeropuerto de Huatulco tuvo una falla de motor poco tiempo después de despegar, precipitándose e impactando contra terreno, dejando daños irreparables en la aeronave y a los 6 ocupantes gravemente heridos.[13]

## Aeropuertos cercanos
Los aeropuertos más cercanos son:
- Aeropuerto Internacional de Bahías de Huatulco (89km)
- Aeropuerto de Pinotepa Nacional (119km)
- Aeropuerto Internacional Xoxocotlán (131km)
- Aeropuerto de Ixtepec (223km)
- Aeropuerto Internacional de Acapulco (304km)